# Angarierätt
Angarierätt (latin: jus angariae, engelska: right of angary, franska: droit d'angarie) anger krigförande makts anspråk på att i nödfall, mot ersättning, få beslagta och begagna kommunikationsmedel (järnvägar, fartyg, bilar, telefoner o. d.) tillhörande neutral makts medborgare. Stadgade regler om detta saknas, men under världskrigen gjordes trots protester omfattande bruk av angarierätt, till exempel mot Sverige i samband Psilanderaffären.
I feodaltidens urkunder är angarierätt godsägarens rätt till transporter utförda av sina landbönder.

## Etymologi
Ytterst ur grekiskans ἀγγαρεία, angareia, som härleds ur beteckningen för beteckningen på persiska kungens ridande kurirer.